# Stadtkirche zum Heiligen Geist (Nidda)

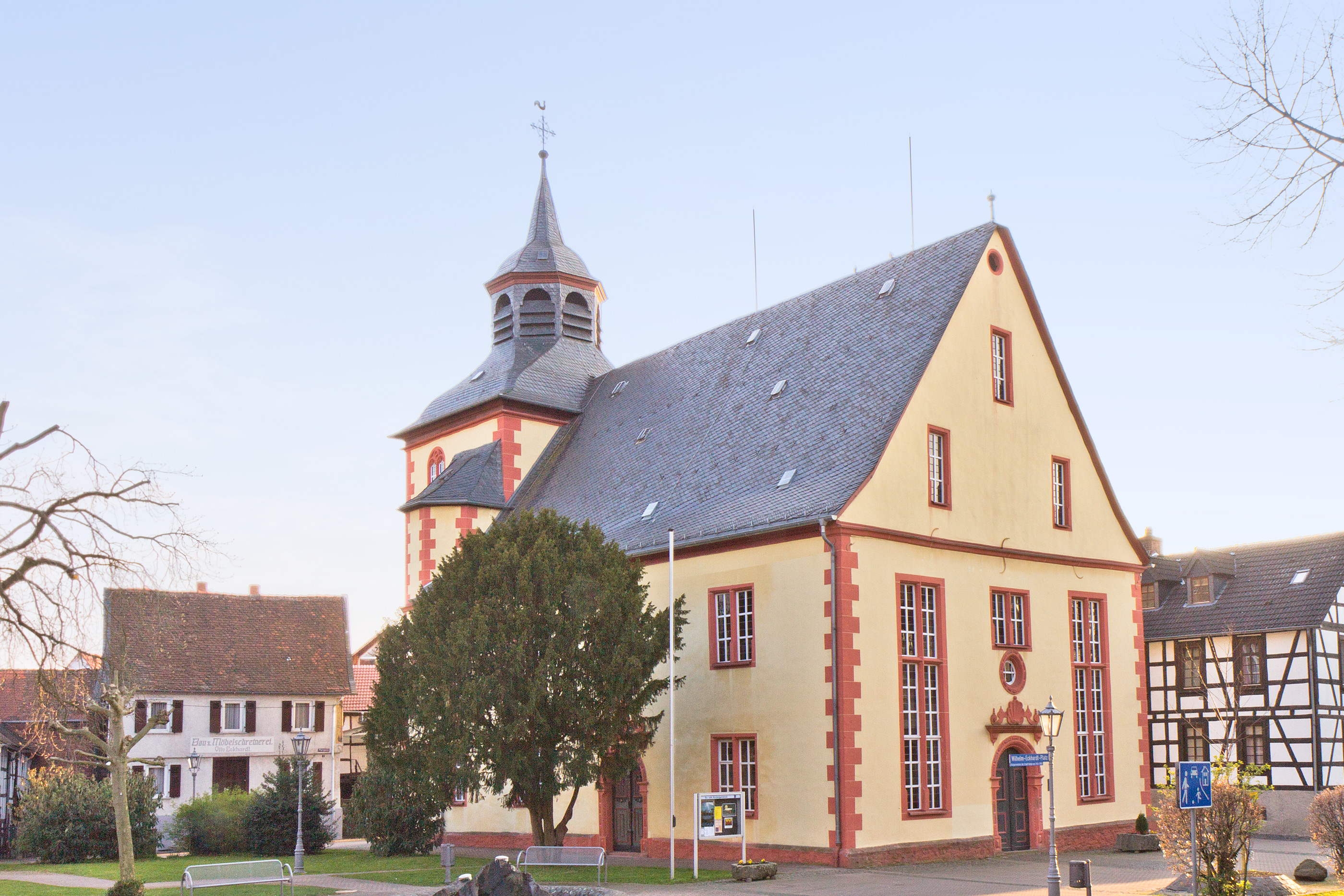
Kirche von Nordosten

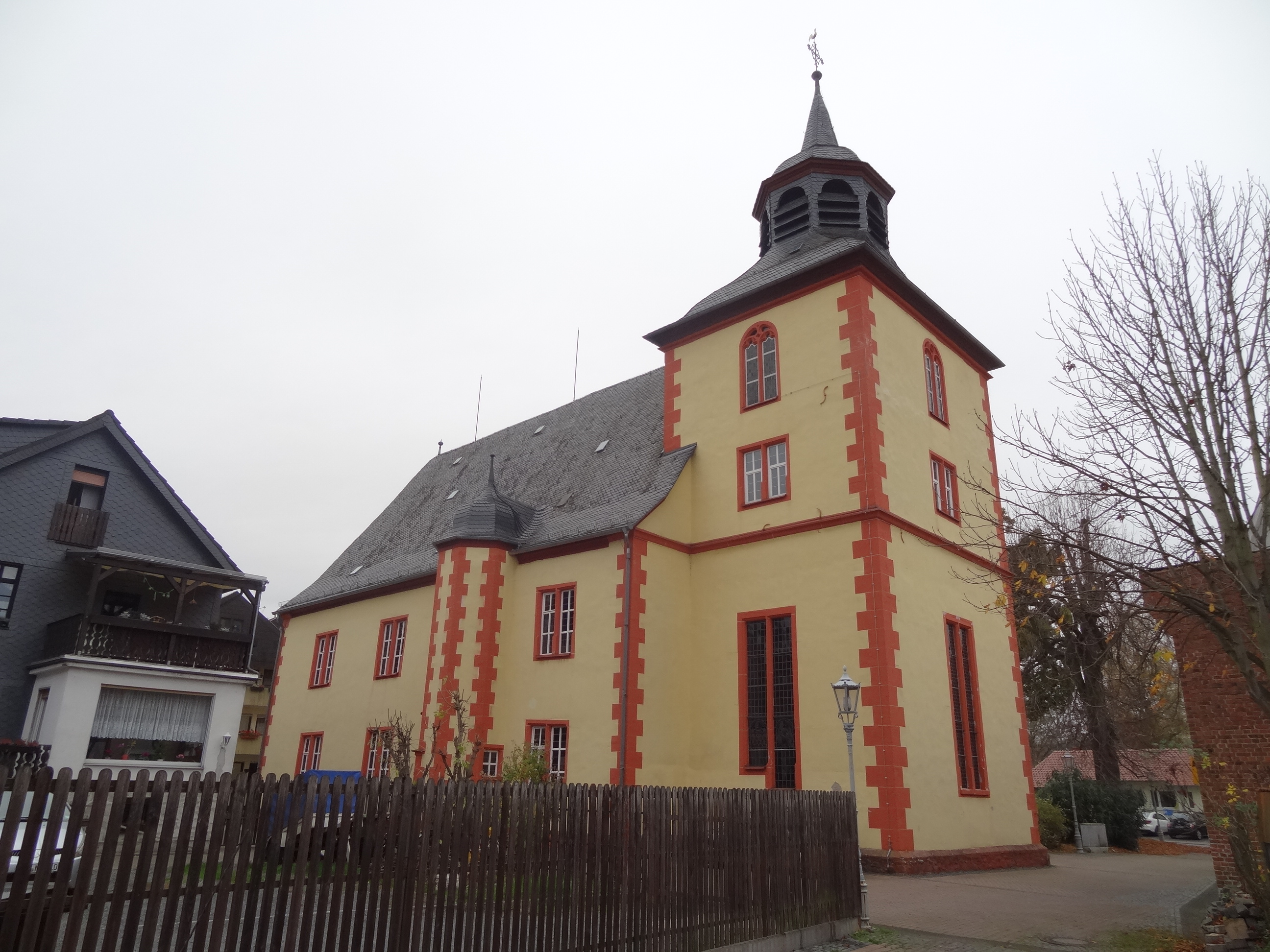
Kirche von Südwesten

Die Evangelische Stadtkirche zum Heiligen Geist in Nidda im Wetteraukreis (Hessen) ist eine Renaissance-Kirche, die in den Jahren 1615 bis 1617 errichtet wurde. Sie besteht aus einem wuchtigen Chorturm im Süden und einer Saalkirche mit steilem Satteldach und zweigeschossiger Fensteranordnung in der Art eines großen Bürgerhauses. Die Stadtkirche ist eine der ersten lutherischen Predigtkirchen in Oberhessen und für die weitere Entwicklung des protestantischen Kirchenbaus von Bedeutung. Das Gebäude ist ortsbildprägend und aus künstlerischen, wissenschaftlichen und geschichtlichen Gründen hessisches Kulturdenkmal.

## Geschichte

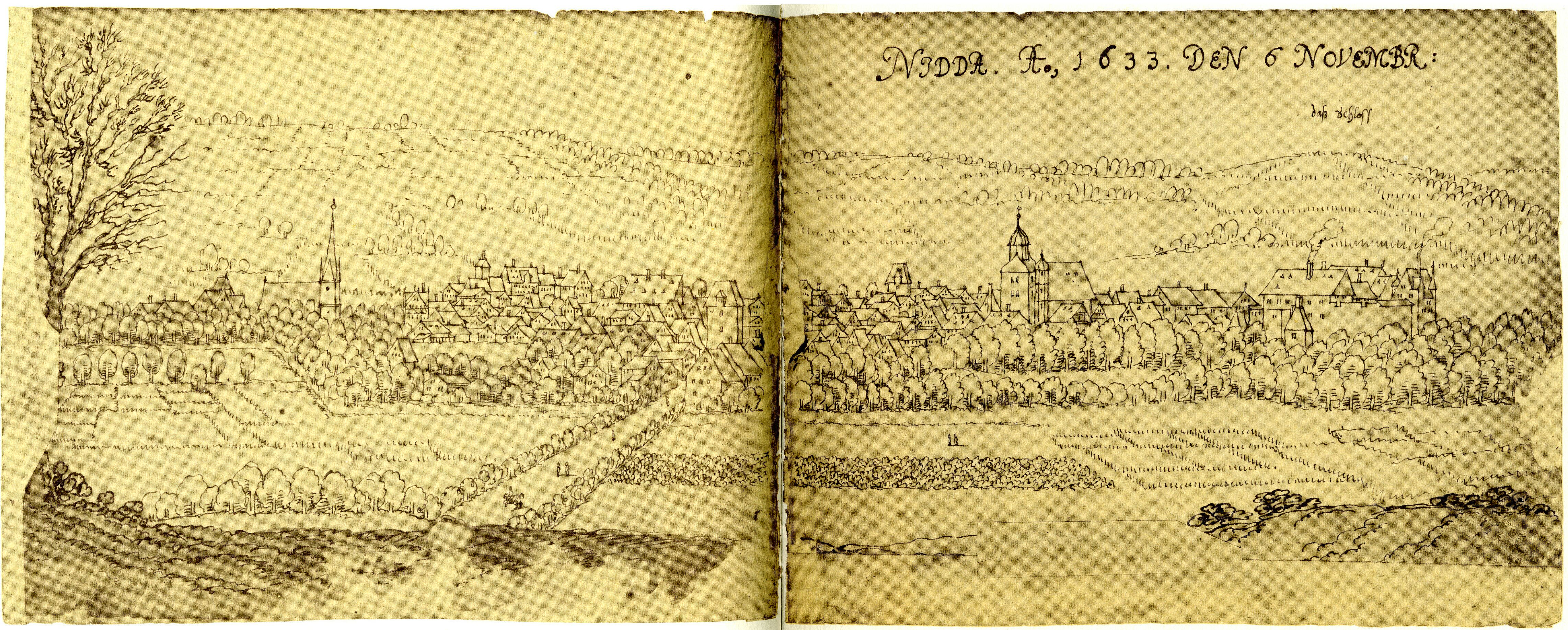
Valentin Wagner: Ansicht Niddas von Südosten (1633), links Johanniterkirche, rechts Stadtkirche und Schloss

Im Mittelalter gab es neben der Pfarrkirche (der späteren Johanniterkirche), die außerhalb der Stadt lag und 1187 der Johanniterkommende geschenkt wurde, noch die Kapelle in der am Ort des späteren Schlosses befindlichen Burg, eine Marienkapelle an der südwestlichen Ecke des Marktplatzes und eine außerhalb der Stadt gelegene Kapelle St. Wendel. Nidda war kirchlich im Dekanat Friedberg dem Archidiakonat von St. Maria ad Gradus im Erzbistum Mainz zugeordnet. Die Marienkapelle wird urkundlich erstmals 1321 genannt. Seit der Stiftung eines Katharinenaltars im Jahr 1464 wurde sie Katharinenkapelle genannt.
Mit Einführung der Reformation wechselte die Kirchengemeinde zum evangelischen Bekenntnis. Erster Pfarrer des neuen Glaubens war Johannes Pistorius von Nidda (1526–1580). Die Kapelle St. Wendel wurde nach Einführung der Reformation abgerissen.
Um eine Predigtstätte innerhalb der Stadt zu erhalten, wurde ab dem Jahr 1605 über eine Erweiterung der Marienkapelle verhandelt. Da im Jahr 1614 war die „Kapeln ufm Markt“ derart abgängig, „dahero zu beforchten, daß dieselbe in noch kurtzer Zeit gahr abgehen und übern Hauffen fallen möchte“, entschloss man sich jedoch für einen Neubau. Der Abbruch der Kapelle erfolgte im Winter 1614/1615. Das Grundstück für den Kirchenneubau, das unmittelbar vor dem Schloss innerhalb der Stadt gelegen war, stiftete Landgraf Ludwig V. am 28. April 1615. Hinter dem „fürstlichen Baumeister und Mainzer Werkmeister“ wird Jakob Wustmann vermutet. Für den Neubau gewann die Stadt einen „berümbten Zimmermann zu Hanaw“. Die Maurerarbeiten führte 1615 Ulrich de Fonesto aus, der sich jedoch aus dem Staub machte, als sich nach Fertigstellung der Arbeiten im Sommer 1616 Baumängel am Fundament zeigten und Risse auftraten, sodass auf Anraten des Mainzer Werkmeisters 1616 entschieden wurde, „den gantzen Thurn undt ein Stück von der Kirchen gantz und gar abzulegen undt außm Grundt von newem erbawen zu lassen“. Durch diese Verzögerung wurde die Kirche erst nach drei Jahren 1617 fertiggestellt. Die Einweihung erfolgte am 3. Mai 1618. Seitdem blieb das Gotteshaus weitgehend unverändert. Die nunmehr nicht mehr als Pfarrkirche genutzte Johanniterkirche diente bis 1636 als Lateinschule, wurde dann aufgrund von Baufälligkeit aufgegeben und schließlich bis auf den Johanniterturm abgerissen.
Ende der 1620er Jahre erhielt die Stadtkirche zwei Glocken von Claude Brochar aus Lothringen, die vom Landesgrafen und dem gesamten Kirchspiel finanziert wurden. Eine erste Renovierung der Kirche erfolgte im Jahr 1717, eine Reparatur von Turm und Dach 1769 und der Einbau einer neuen Orgel 1781. 1871 wurde der Steinfußboden der Kirche angehoben, 1905 die mittlere, zersprungene Glocke ersetzt. 1917 wurden zwei Glocken für die Rüstungsindustrie abgeliefert und 1924 ersetzt, 1942 alle drei Glocken abgeholt und eingeschmolzen und 1949 neue gegossen. Die Orgel wurde 1935 ersetzt und 1960 erneuert; der alte Prospekt blieb erhalten.
Bei einer umfassenden Außen- und Innenrenovierung im Jahr 1928 wurde der Chor nach Plänen des Denkmalpflegers Heinrich Walbe durch eine Bretterwand abgetrennt und diente als Sakristei. Die Orgel erhielt ihren Platz auf einer hohen Empore über Altar und Kanzel. Eine weitere Renovierung folgte zwischen 1956 und 1962, bei der der Chor wieder freigelegt und die Orgel auf die Nordempore umgesetzt wurde. Die Kanzel wurde wieder am rechten Pfeiler aufgestellt. 1983/1984 wurde eine Kirchenrenovierung und 1985 eine Restaurierung der Stuckdecke durchgeführt. Decke, Wände, Holzsäulen und Emporenbrüstung erhielten wieder ihre ursprüngliche Fassung. Drei Ringanker sichern seitdem das Gebäude. Die Portale erhielten gläserne Windfänge. Vier tragende Holzsäulen wurden ersetzt und deren Fundamente verstärkt. 2008/2009 folgte erneut eine Sanierung der Kirche.

## Architektur

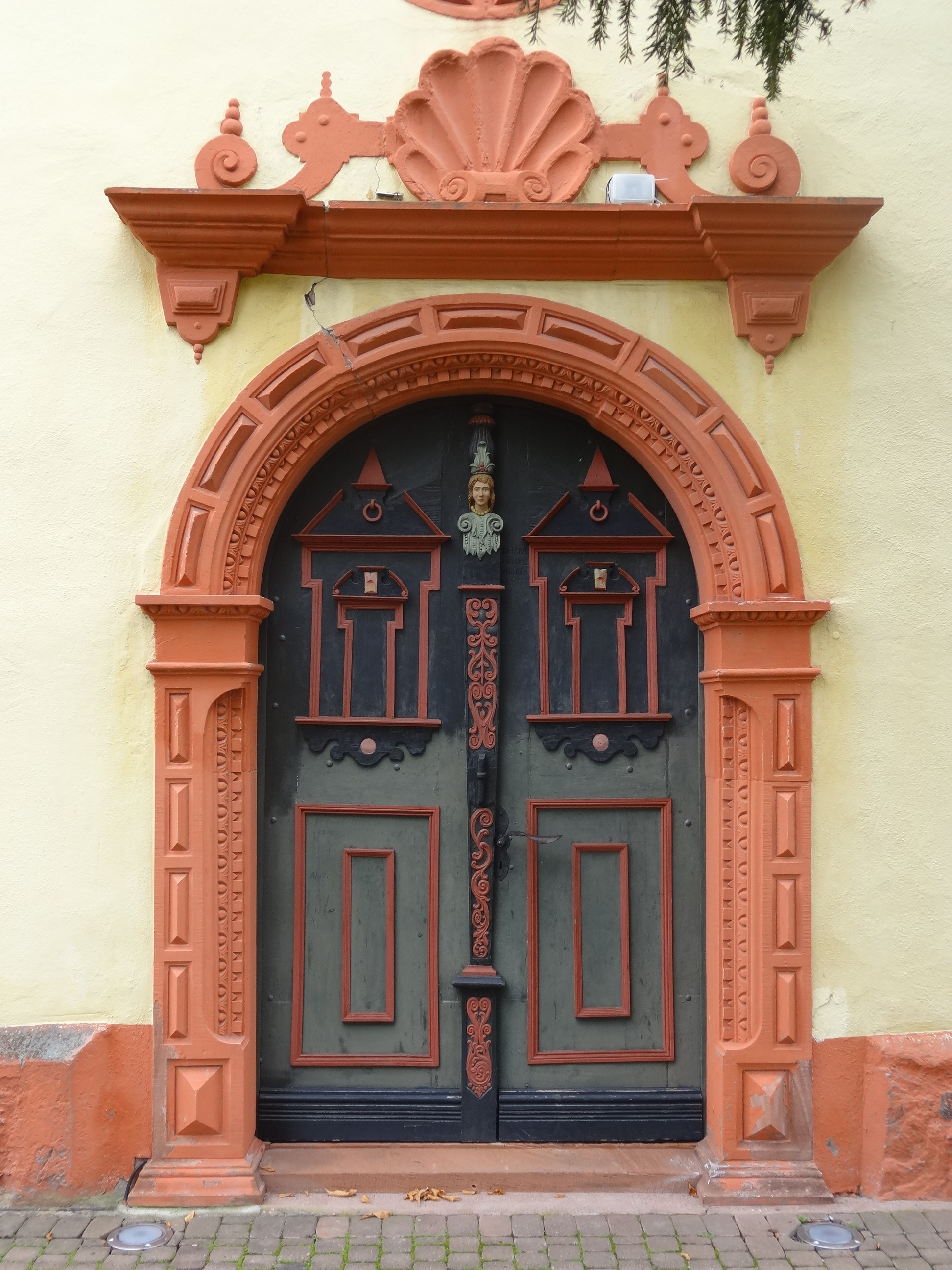
Renaissanceportal auf der Ostseite mit der Jahreszahl 1685

Die Kirche im Stadtzentrum ist nicht geostet, sondern nach Nord-Süd ausgerichtet. Das Mauerwerk ist außen und innen weiß verputzt, wobei die Eckquaderung, Gewände und Portalverzierungen, Gesimse und andere Gliederungselemente aus rotem Sandstein ausgespart sind.
Das Gotteshaus ist als protestantische Predigtkirche konzipiert und gilt als älteste Saalkirche in Hessen. Sie findet ihre Vorbilder in den protestantischen Schlosskirchen von Torgau und Schmalkalden. Nur durch ihren Turm unterscheidet sich die Kirche äußerlich von einem profanen Bürgerhaus. Der breitgelagerte Saalbau hat ein steiles, verschiefertes Satteldach und wird an den Langseiten durch eine zweigeschossige Fensteranordnung beherrscht. Die Laibungen der rechteckigen Doppelfenster haben innen Segmentbögen. In der nördlichen Giebelseite, die durch ein Gesims gegliedert wird, wird das mittige Portal durch zwei sehr hohe Rechteckfenster flankiert, die die beiden Geschosse überspannen. Über dem Nordportal ist ein kleines Rundfenster und darüber ein kleines rechteckiges Fenster eingelassen. Das Giebeldreieck hat drei Rechteckfenster und in der äußersten Spitze ein kleines Rundfenster. Das Doppelfenster in der Ostseite zeigt die Familienwappen der Krugen von Nidda von 1597 und 1897 und geht auf eine Stiftung des Geschichtsvereins zurück. Außen recht schlicht gestaltet, weisen nur die beiden Rundbogenportale mit ihren profilierten Gewänden und Überdachungen einige Verzierungen im Stil der Renaissance auf. Die geschnitzten Türflügel haben alte Beschläge. Die östliche Tür trägt die Inschrift „IOHANES MERCKEL SCHREINER 1685“.
Der aufgemauerte Turmschaft erreicht nicht die Höhe des Dachfirstes vom Langhaus, was den Turm im Vergleich mit dem hohen Langhaus als zu niedrig erscheinen lässt. Möglicherweise wurde er 1616 nicht ganz abgetragen oder nicht wieder ganz aufgeführt. Ein umlaufendes Gesims gliedert den Turm auf quadratischem Grundriss in zwei Geschosse. Die Turmhalle im Erdgeschoss dient als Chor und wird an den freistehenden Seiten durch je ein hohes Rechteckfenster belichtet, das Obergeschoss durch ein rechteckiges Doppelfenster und darüber ein Rundbogenfenster. Im Inneren öffnet ein großer Spitzbogen den Chor zum Langhaus. Der verschieferte Turmaufbau geht von der viereckigen Grundform in eine oktogonale Laterne mit rundbogigen Schalllöchern über. Die kleine Welsche Haube mit kleinem Spitzhelm wird von einem Turmknauf, Kreuz und Wetterhahn bekrönt. Die Glockenstube beherbergt ein Dreiergeläut. Die Glocken wurden 1949 von der Firma Rincker gegossen (ais1, cis2, dis2, alle etwas vertieft). Das polygonale Treppentürmchen an der Ostseite des Turms, das durch eine spitzbogige Tür mit gekehlter Fase erschlossen wird, erreicht nicht die Höhe der Traufe. In die Westseite des Schiffs ist ein Treppenturm eingebunden, der den Zugang zur Empore ermöglicht.

## Ausstattung

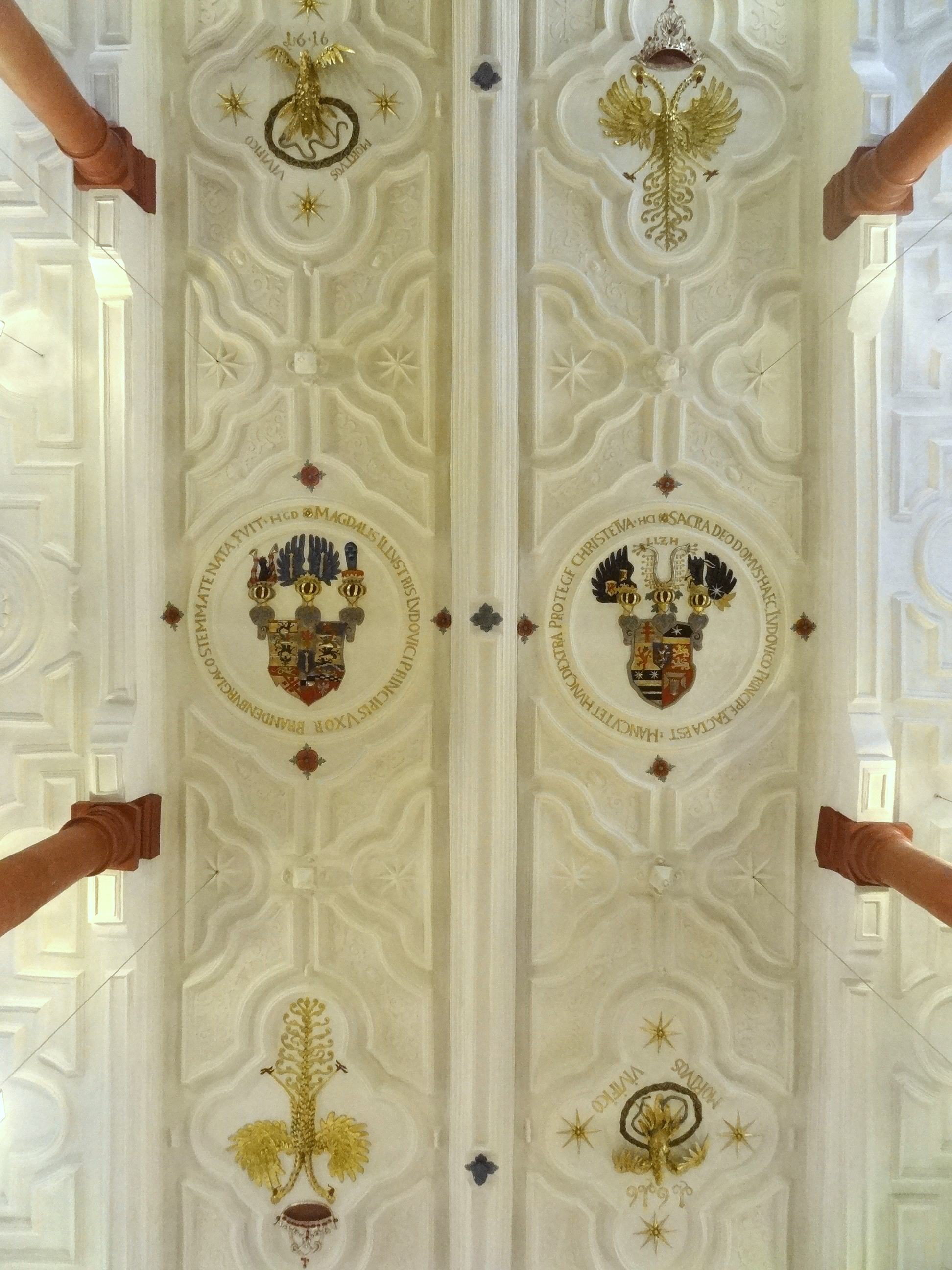
Stuckdecke

Der Innenraum wird von einer stuckierten Flachdecke mit drei Längsunterzügen abgeschlossen, die auf Holzpfeilern ruhen, die eine dreiseitig umlaufende Empore einbeziehen. Die Emporenbrüstungen haben kassettierte Füllungen. Die Emporenstützen sind achtseitig, während die Decke von vier Rundsäulen aus Eiche getragen wird. Die weiße Stuckdecke zeigt reiche geometrische Verzierungen und Medaillons. Sie wird in den mittleren beiden Stuckfeldern mit den polychromen Wappen des Landgrafen Ludwig V. und seiner Frau Magdalena von Brandenburg verziert. Sie werden von Schriftfriesen umrahmt: „SACRA DEO DOMVS HAEC LVDOVICO PRINCIPE FACTA EST HANC VT ET HVNC DEXTRA PROTEGE CHRISTE TVA“ (Dieses Gott geweihte Haus ist unter dem Landgrafen Ludwig erbaut worden. Christus schütze es und ihn mit deiner Rechten) und „MAGDALIS ILLVSTRIS LVDOVICI PRINCIPIS VXOR BRANDENBVRGIACO STEMMATE NATA FVIT“ (Magdalena, des erlauchten Landgrafen Ludwig Gemahlin, ist geboren aus brandenburgischem Geschlecht). Die benachbarten Vierpässe zeigen zweimal kreuzweise einen vergoldeten Doppeladler mit einer silbernen Krone als Symbol des Reiches und als Symbol für die sich aufopfernde Liebe Christi einen Pelikan mit seinen Jungen, um dessen Füße sich eine Schlange windet. Die Jahreszahl in der Inschrift „1616 MORTVOS VIVIFICO“ (Die Toten mache ich lebendig). weist offensichtlich auf das Todesjahr der Landgräfin. Unterhalb der Empore sind ebenfalls Stuckarbeiten angebracht. Dieselbe Arbeitsweise wie in den Kirchen zu Niederweisel und Wohnbach lässt dieselbe Werkstatt vermuten.
In der westlichen Wand des Chors ist eine rechteckige Nische eingelassen, die mit einer eisernen Tür verschlossen wird. Das fast lebensgroße Kruzifix des Dreinageltypus hinter dem Sandstein-Altar im Chor stammt aus dem Anfang des 17. Jahrhunderts. Der Kreuzestitel INRI erscheint auf Hebräisch, Griechisch und Lateinisch. Die Mensaplatte wurde 1985 erneuert, als der Altar etwas nach vorne versetzt wurde. Die mit Beschlagwerk reich verzierte Kanzel eines unbekannten Holzschnitzers wurde 1616 von Amtmann Arnold Schwartz und seiner Frau Margreta von Haubitz gestiftet. Sie ruht auf einer bauchigen, steinernen Rundsäule mit einer sechsseitigen Basis. Die Kanzelfelder werden in den Ecken durch Figuren des Paulus und der vier Evangelisten mit ihren Symbolen gegliedert. Die Felder zeigen die beiden Wappen der Stifter, den auferstandenen Christus und eine Schrifttafel. Der Schalldeckel trägt eine Inschrift mit dem Bibelwort aus Jes 49,23 . Das pokalförmige Taufbecken aus Sandstein mit vier Reliefs aus geflügelten Engelköpfen ist mit der Jahreszahl 1647 bezeichnet. Es ruht auf einer Rundsäule, deren Basis aus zwei konvexen Wulsten und dazwischen zwei Hohlkehlen gebildet wird. Das hölzerne Lesepult von 1738 stammt aus Burgbracht und wurde der Gemeinde 1962 von der Landeskirche überlassen. Links am Triumphbogen ist eine holzgeschnitzte barocke Figur zu sehen, die Christus bei seiner Himmelfahrt darstellt und 1928 gestiftet wurde.
Das hölzerne Kirchengestühl mit geschwungenen Wangen lässt einen Mittelgang frei. Der Fußboden ist mit Platten aus rotem Sandstein belegt, im Bereich des Gestühls mit einem Holzboden. Hinter dem Kruzifix ist in die Fensterschräge der Grabstein des Roland Krug († 1617), der ursprünglich in der Johanneskirche beigesetzt wurde, eingelassen.

## Orgel

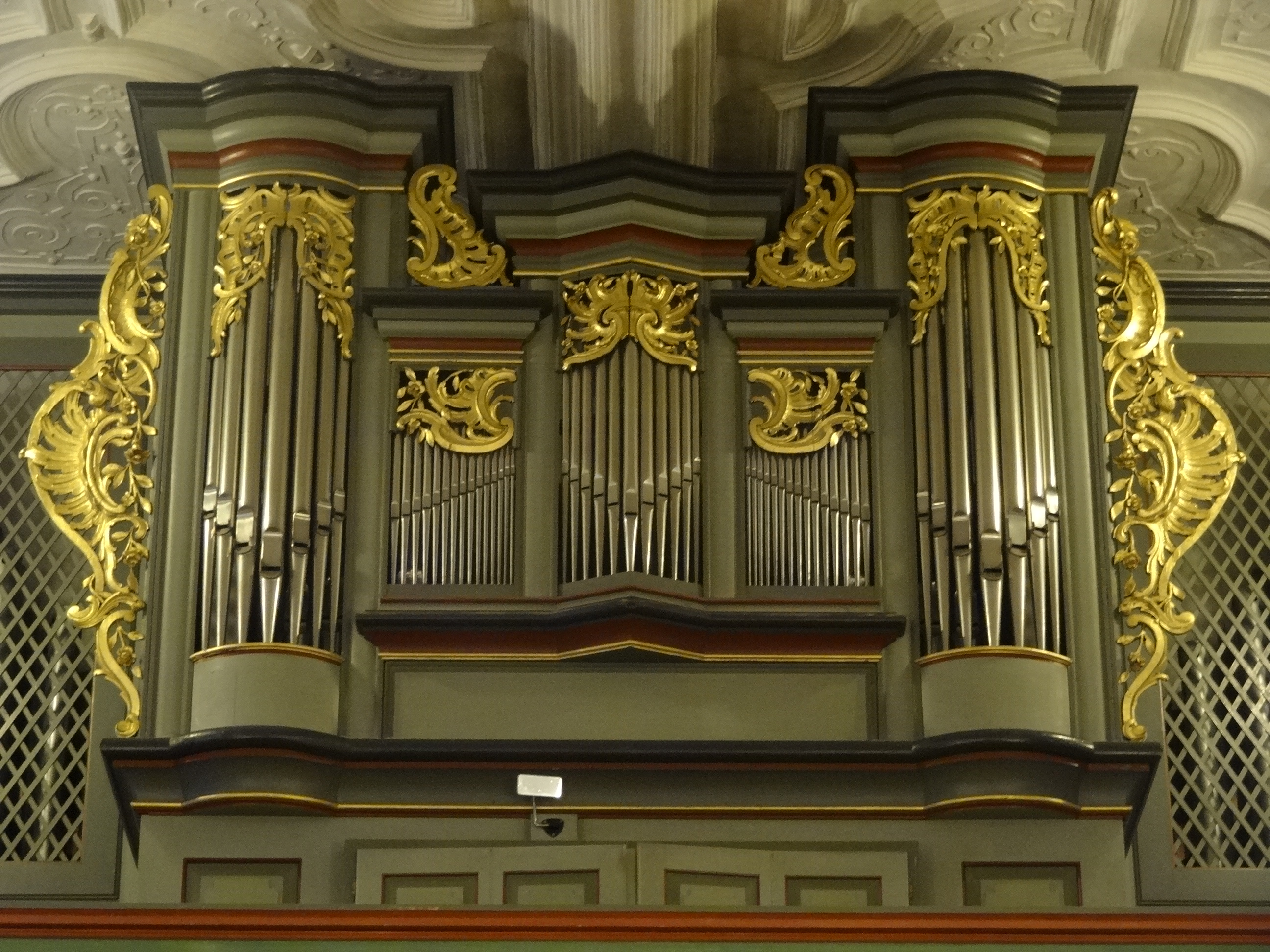
Orgelprospekt von 1781

Die erste Orgel wurde 1621 auf einer Chorempore errichtet und 1662 auf die Nordempore umgesetzt. Sie wird Georg Wagner zugeschrieben. Als die Gemeinde 1781 eine neue Orgel anschaffte, wurde vermutlich die alte nach Rodenbach verkauft. Das neue, einmanualige Instrument von Johann Andreas Heinemann verfügte über 14 Register auf einem Manual und Pedal.
1935 baute die Licher Firma Förster & Nicolaus hinter dem alten Prospekt ein neues Orgelwerk mit 22 Registern und zwei Manualen. Im Zuge der Umsetzung auf die Nordempore baute dieselbe Firma 1960 ein neues Innenwerk mit 18 Registern unter Einbeziehung alter Pfeifen. 1961 fand die Einweihung statt.
Zum 400-jährigen Jubiläum der Stadtkirche 2018 baute Hermann Eule Orgelbau Bautzen eine neue Orgel. Der Rokoko-Prospekt ist fünfachsig gegliedert. Das Mittelgehäuse stammt von Heinemann. Ein überhöhter Spitzturm wird von zwei Flachfeldern flankiert. Außen stehen zwei große Rundtürme mit Harfenfeldern und vergoldetem, durchbrochenem Rankenwerk als Blindflügel. Die neue Orgel von 2018 ist im hessisch-mitteldeutschen Barockstil gebaut und verfügt über 24 Register auf zwei Manualwerken und Pedal sowie drei Vorabzüge in den Manualwerken und vier Transmissionen im Pedal; das Instrument wiegt etwa 5 Tonnen. Das Schleifladeninstrument hat eine mechanische Traktur. Von den insgesamt 1669 Pfeifen stehen 75 vorne im Prospekt (der Geigenprincipal 4′ in den 5 Mittelfeldern und der Principal 8′ in den seitlichen Harfenfeldern). Die Windversorgung erfolgt über 2 Keilbälge und einen Vorbalg mit Ventilator. Die Disposition lautet wie folgt:
| I Hauptwerk C–g3 |                              |        |
| 01.              | Principal                    | 08′    |
| 02.              | Viola di Gamba               | 08′    |
| 03.              | Hohlflöth                    | 08′    |
| 04.              | Unda maris (ab c0)           | 08′    |
| 05.              | Octava                       | 04′    |
| 06.              | Spitzflöth                   | 04′    |
|                  | Quinta (vorab Nr. 9)         | 03′    |
|                  | Superoctava (vorab Nr. 10) 0 | 02′    |
| 07.              | Cornett II–IV                | 02 ⁄3′ |
| 08.              | Mixtur IV                    | 02′    |
| 09.              | Fagott                       | 16′    |
| 10.              | Trompete                     | 08′    |

| II Positiv C–g3 |                           |        |
| 11.             | Lieblich Gedackt          | 8′     |
| 12.             | Flauto traverso           | 8′     |
| 13.             | Salicional                | 8′     |
| 14.             | Quintatön                 | 8′     |
| 15.             | Geigenprincipal           | 4′     |
| 16.             | Flaut douce               | 4′     |
| 17.             | Nassat                    | 3′     |
| 18.             | Waldflöth                 | 2′     |
| 19.             | Tertia                    | 1 3⁄5′ |
|                 | Sifflöth (vorab Nr. 23) 0 | 1′     |
| 20.             | Cymbel III                | 1′     |
| 21.             | Vox humana                | 8′     |
|                 | Tremulant                 |        |

| Pedal C–f1 |                                |     |
| 22.        | Subbass                        | 16′ |
| 23.        | Octavbass                      | 08′ |
|            | Gambenbass (Transm. Nr. 2)     | 08′ |
|            | Flautbass (Transm. Nr. 3)      | 08′ |
|            | Octave (Transm. Nr. 5)         | 04′ |
| 24.        | Posaunenbass                   | 16′ |
|            | Trompetenbass (Transm. Nr. 12) | 08′ |

- Nebenregister: Cymbelstern mit 6 Schalenglocken; Vox strigis
- Koppeln: II/I, I/P, II/P
- Spielhilfen: 2 freie Kombinationen
- Technische Daten
  - Winddrücke: Hauptwerk 85 mmWS, Positiv 80 mmWS, Pedal 90 mmWS
  - Stimmung: Höhe: a1= 440 Hz bei 15 °C. Temperatur: Bach/Lehman